# Свято середини осені
Свя́то сере́дини о́сені (кит. трад. 中秋節, спр. 中秋节, піньїнь Zhōngqiū jié, Чжунцю цзє) — одне із традиційних свят у ряді країн Південно-Східної Азії, у Китаї і Тайвані є офіційним вихідним. 

## Загальні відомості
Свято середини осені відзначається у 15-й день 8-го місячного місяця за китайським календарем та в поданні народів Східної Азії знаменує середину річного циклу і за своєю значущістю поступається хіба що Китайському Новому року. 
Це свято завжди випадає на повний місяць, який символізує собою жіноче начало і родючість. Вважається, що цього дня повний місяць найкругліший і найяскравіший у всьому році.
Крім того, свято середини осені тісно пов'язане із завершенням сільськогосподарських робіт та збором урожаю. На це свято заведено збиратися з родичами та друзями, вести безтурботні розмови, ласувати традиційними «місячними пряниками» (юєбінами) з різними начинками, розпалювати пахощі й милуватися повним місяцем.  

## Історія свята
Такі ритуали, як поклоніння Місяцю та пов'язаний з ним міф про богиню Чан'е, існували ще до династії Тан. Місяць через цикли зміни фаз асоціюється з відродженням. Чан'е у міфах викрадає еліксир безсмертя, який збовтує нефритовий кролик, а У Ган вічно рубає на Місяці духмяноцвіт, що постійно відростає. Згідно з міфом, чоловік Чан'е Хоуї сумував за нею й часто приносив Місяцю жертви. Пізніше Хоуї також полетів на Місяць, де перетворився на білого кролика на ймення Юйту, возз'єднавшись таким чином з Чан'е. Також це свято позначає кінець жнив, робота в полі закінчувалася і можна було добре відпочити. 
Походження свята середини осені сягає часів династії Тан, коли шанування Місяця почало набирати популярності. Імператорський двір надавав цьому святу великого значення і робив з його нагоди вихідний для урядовців. У 2008 році свято середини осені встановлено в КНР офіційним державним святом і вихідним днем.